# Yūichi Nemoto
Pour les articles homonymes, voir Nemoto.
Yūichi Nemoto (根本 裕一, Nemoto Yūichi) est un footballeur japonais né le 21 juillet 1981.